# عارف نریمان‌بیوف
عارف نریمان‌بیوف فیلمبردار اهل کشور جمهوری آذربایجان بوده‌است. از جمله فیلم‌هایی که وی تصویربرداری نموده‌است، فیلم بختیار است.